# Lauenburger Elbvorland

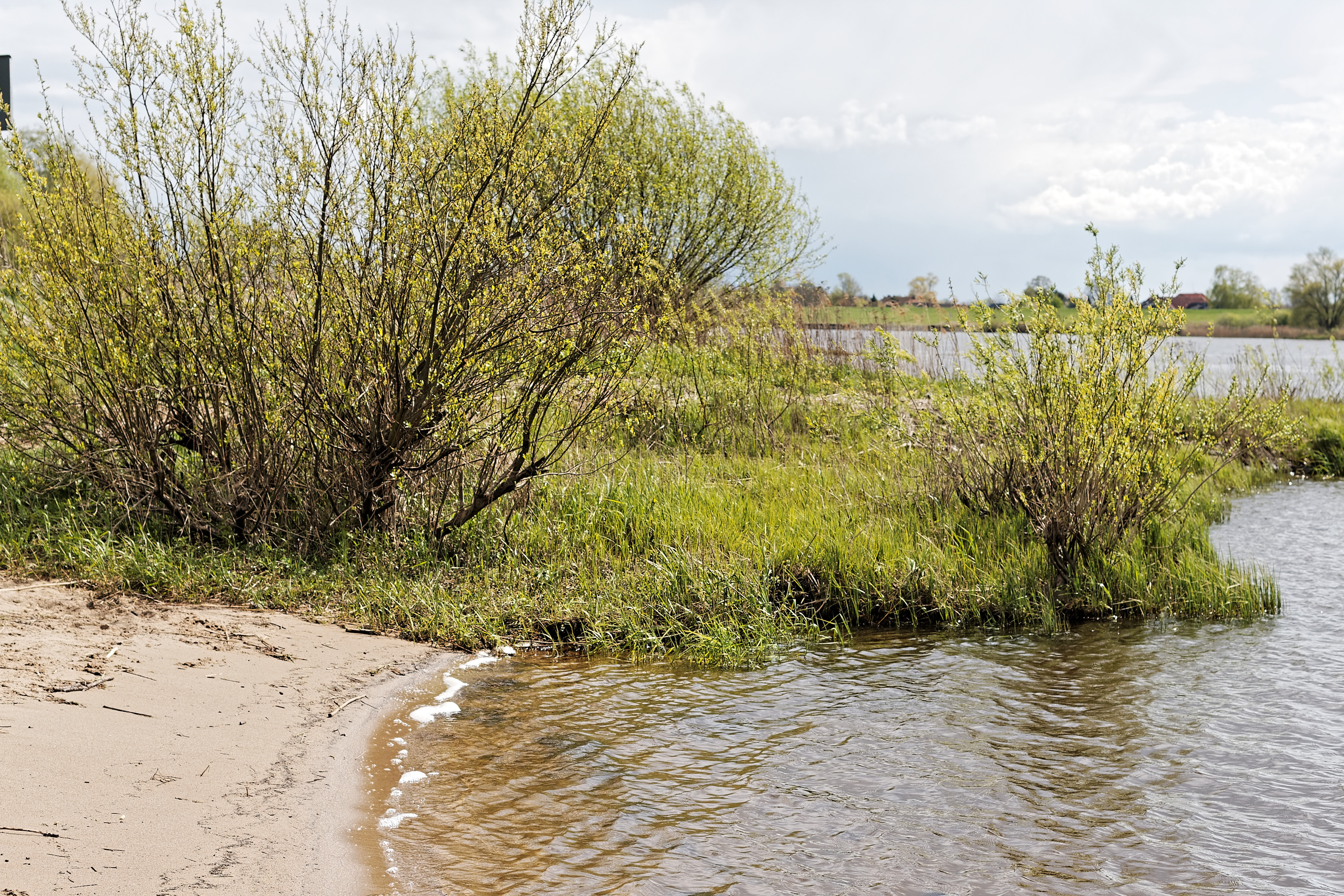
Uferbereich

Das Lauenburger Elbvorland ist ein Naturschutzgebiet in der schleswig-holsteinischen Stadt Lauenburg/Elbe und der Gemeinde Lanze im Kreis Herzogtum Lauenburg. Das rund 57 Hektar große Naturschutzgebiet ist unter der Nummer 168 in das Verzeichnis der Naturschutzgebiete des Ministeriums für Energiewende, Landwirtschaft, Umwelt, Natur und Digitalisierung eingetragen. Es wurde 1995 ausgewiesen (Datum der Verordnung: 19. April 1995). Zuständige untere Naturschutzbehörde ist der Kreis Herzogtum Lauenburg.
Das Naturschutzgebiet liegt südöstlich von Lauenburg und erstreckt sich auf das Deichvorland der Elbe zwischen dem Elbe-Lübeck-Kanal und der Landesgrenze zu Mecklenburg-Vorpommern. Bestandteil des Naturschutzgebietes sind auch die in die Elbe hineinreichenden Buhnen und die Flachwasserbereiche zwischen diesen. Im Osten grenzt das Naturschutzgebiet an die Naturschutzgebiete „Elbhang Vierwald“ sowie „Stecknitz-Delvenau-Niederung“. Es ist vollständig Bestandteil des FFH-Gebietes „Elbe mit Hohem Elbufer von Tesperhude bis Lauenburg mit angrenzenden Flächen“ und größtenteils Bestandteil des Biosphärenreservats „Flusslandschaft Elbe“.
Das Schutzgebiet wird von Grünland mit Trockenrasen und Hochstaudenfluren geprägt. Im Uferbereich der Elbe kommen Flutrasen und Flutmulden vor. Hier sind Bereiche mit Schilf und Weidengebüsch zu finden. Zwischen den Buhnen befinden sich Sandbereiche, welche teilweise von Pioniervegetation besiedelt werden.
Die häufig trockenfallenden Sand- und Schlammufer werden u. a. von Hirschsprung, Kleinem Flohkraut, Schlammling und Braunem Zypergras besiedelt. In den sich anschließenden, noch regelmäßig überfluteten Flussröhrichten sind Schilf und Rohrglanzgras zu finden, in Hochstaudenriedern finden sich z. B. Katzenschwanz, Gelbe Wiesenraute, Wiesenalant und Langblättriger Ehrenpreis. Außerdem kommen Schwanenblume und Brenndolden vor. Zur Pflege wird das Grünland teilweise gemäht und beweidet.
Im Deichvorland sind verschiedene Vogelarten wie Wachtelkönig, Schafstelze, Feldlerche, Flussuferläufer, Wiesenpieper, Feldschwirl, Braunkehlchen und Waldwasserläufer als Brutvögel anzutreffen. Das Gebiet ist auch ein wichtiger Ruheplatz für rastende Gänse und Schwäne. In der Elbe kommen u. a. Rapfen, Lachs, Fluss- und Meerneunauge vor.
Das Naturschutzgebiet wird vom Botanischen Verein zu Hamburg betreut.